# Ca la Casimira
Ca la Casimira és una obra del municipi de l'Arboç protegida com a bé cultural d'interès local.

## Descripció
L'edifici és compost de tres plantes. Els baixos són renovats i ocupats per una merceria. La planta noble presenta una tribuna tancada amb fusta, tota ella decorada amb rajoles de coloraines que descriuen uns dibuixos florals. Hi ha també una barana i unes pilastres a sobre. Predominen els colors verds i daurats. La segona planta presenta una tribuna sense tapar, que té una barana amb rajoletes decorades mitjançant motius vegetals i florals, la qual s'allarga gràcies a una altra banda de ferro forjat. D'ella parteixen sis pilastres que sostenen una volta de canó col·locada de forma horitzontal, al mig de la qual hi ha un arc de mig punt tapat per una reixa de ferro forjat. L'edifici és rematat per una estructura corba que té un ull de bou al mig i unes boniques baranes laterals en forma de mitja esfera.

## Història
Com la porta dels edificis del carrer Major fou construïda a principis del segle xx. La botiga dels baixos era abans instal·lada a l'edifici del costat, Cal Murtró. El canvi d'edifici fou efectuat a principis de segle xx.